# I. Reginár hainaut-i gróf
I. Hosszúnyakú Reginár (a korabeli forrásokban „Rignerius Langhals” v. „Raginerus dictus Longi-colli”) középkori nemesúr, a németalföldi Hainaut első ismert grófja.

## Élete
850 körül született, szülei valószínűleg Giselbert, Maasgau grófja, és I. Lothár római császár lánya voltak. Életének korai szakaszáról semmi nem ismert, de feltehetően a nyugati-frank uralkodó oldalán harcolt a betörő vikingek ellen.
II. (Kopasz) Károly frank király 877. június 14-én kelt oklevelében megnevezi Reginárt, mint birodalma egyik befolyásos grófját („Arnulfus comes, Gislebertus, Letardus, Matfridus, Widricus, Gotbertus, Adalbertus, Ingelgerus, Rainerus”), akik a Meuse folyó folyásán túl támogatták volna fia utódlását II. Lajos német király ellenében. Bár nem ismert, hogy Reginár mikor foglalta el az hainaut-i grófi trónt, de feltehetően a 877. évi oklevél után, hiszen az Hainaut-i grófság a Meuse (Maas) folyásán innen (a bal partján) fekszik.
Károly halála után Reginár a Lotaringiai Királyság uralkodójához, Zwentiboldhoz csatlakozott. 898-ban azonban Zwentibold száműzte Reginárt és később ostrom alá vette Durfost várában, amely a Maas folyó mellett, Maastricht alatt található. Arnulf császár 899-es halála után Reginár vezette a lotaringiai nemesek felkelését Zwentibold ellen, amikor utóbbi szerette volna királyságát a Keleti Frank Királyságtól függetleníteni. A felkeléshez később számos lotaringiai nemes csatlakozott és 900 augusztusában Reginár csatában legyőzte és megölte Zwentiboldot.
Zwentibold halála után Reginár visszakapta birtokait, amiket korábban Zwentibold kobzott el. IV. (Gyermek) Lajos német király eredetileg Gebhardot nevezte ki Lotaringia hercegévé, azonban 910-ben bekövetkezett halálakor Reginár megkapta ezt a címet is. Lajos halála (911) után Reginár vezette a lotaringiai nemeseket, akik III. (Együgyű) Károly nyugat-frank királyt választották meg Lotaringia királyának.
Együgyű Károly uralkodása idején Reginár a Lotaringiai Hercegség katonai vezetője volt, amely tisztséget 915-ben bekövetkezett haláláig viselte. Reginárt 915-ben Károly őrgróffá nevezte ki. „Ragenerus vir consularis et nobilis cognomento Collo-Longus” halálát 915 vagy 916-os dátummal Reimsi Richer jegyzi fel. Halála után a hercegi címet fia, Gilbert örökölte, de utódainak nem sikerült véglegesen megszerezni Lotaringia hercegségét.

## Családja és leszármazottai
Felesége Albereda (868 – 916), akinek leszármazása ismeretlen, de elképzelhető, hogy Hainaut grófság örökösnője volt. Guillaume de Jumièges leírja, hogy Reginár gróf felesége foglyokat küldött Rollo viking vezérnek, aranyban és ezüstben váltságdíjat fizetett neki, de nem nevezte meg az asszonyt.
Reginár grófnak és feleségének három gyermeke ismert:
- Giselbert (885/900 – 939) Apja halála után örökölte a lotaringiai hercegi címet,[14] azonban III. Károly nyugati frank király megtagadta, hogy megerősítse ebben a tisztségben.[15] Ezért 918-ban Gislebert fellázadt a király ellen és Szász Henrik herceg, a későbbi német király támogatását kérte.[16] Később Giselbert ismét elnyerte a francia király pártfogását és visszahelyezték tisztségébe.[17] Berengár namuri gróf foglyul ejtette Giselbertet, és csak azután engedte szabadon, hogy Giselbert rokonait („filiis Ragenarii fratris ipsius Gisleberti”) adta szabadságáért cserébe.[18] Giselbert ezután feldúlta Berengár birtokait. 925-ben a német király hadai elfoglalták és a német királysághoz csatolták Lotaringiát, és 928-ban Giselbert lotaringiai herceg lett. 939. október 2-án Andernach közelében a Rajnába fulladt. Utóda Henrik bajor herceg, I. Henrik német király fia lett.
- Reginár (885/900 – 932 után) Az „Annales Hanoniæ” feljegyzi „Raginerus”-t, mint „Raginerus dictus Longi-colli” fiát.[19] Apja halála után II. Reginár néven örökölte a grófi címet.
- ismeretlen lánygyermek. Flodoard krónikája feljegyzi egy bizonyos Berengár feleségét mint „sororem [Gislebertum]”, de nem adja meg a nevét.[18] Férje Berengár namuri gróf.